# 비버리 힐의 낮과 밤
《비버리 힐의 낮과 밤》(영어: Down and Out in Beverly Hills)은 미국에서 제작된 1986년 코미디 영화이다. 폴 머저스키가 연출과 제작을 맡고, 닉 놀티, 벳 미들러, 리처드 드라이퍼스 등이 출연하였다.  

## 출연진
- 닉 놀티
- 벳 미들러
- 리처드 드라이퍼스
- 리틀 리처드
- 트레이시 넬슨
- 엘리자베스 페냐
- 에번 리처즈
- 펠턴 페리
- 일로이 커사도스

## 기타 제작진
- 공동 제작: 파토 구스만
- 배역: 엘런 체노웨스
- 미술: 파토 구스만
- 의상: 앨버트 울스키